# Урочище Половича
Урочище «Половича» — ботанічний заказник місцевого значення, розташований на території Тростянецької селищної ради Гайсинського району Вінницької області. Оголошений відповідно до рішення 9 сесії Вінницької облради 22 скликання від 28.03.1997 р.
За фізико-географічним районуванням України ця територія належить до Вінницько-Дашівського району області Подільського Побужжя Дністровсько-Дніпровської лісостепової провінції Лісостепової зони. Характерною для цієї ділянки є хвиляста, з яругами й балками, лесова височина з сірими і темно-сірими опідзоленими ґрунтами. З геоморфологічної точки зору описувана територія є підвищеною сильно розчленованою лесовою акумулятивною рівниною позальодовикової області.
Клімат території є помірно континентальним. Для нього характерне тривале, нежарке літо, і порівняно недовга, м'яка зима. Середня температура січня становить -6,5°… -6°С, липня +19°… +19,5°С. Річна кількість опадів становить 500—525 мм.
За геоботанічним районуванням України ця територія належить до Європейської широколистяної області, Подільсько-Бессарабської провінції, Вінницького (Центральноподільського) округу.
Територія заказника є балковим болотом, у центрі якого протікає безіменний струмок. Балка характеризується лучно-степовою та лучно-болотною рослинністю. До складу рослинності входять, як високотравні фітоценози, в основному, рогіз широколистний, а також купинноосоковими. Зустрічається осока омська. Менші площі займають угрупування осоки зближеної. На більш обводнених ділянках зустрічаються високотравні: очерет звичайний, а по краях — комиш лісовий.
До балки примикає схил крутизною понад 7°, який характеризується степовою рослинністю, але взагалі трав'янистий покрив слабо розвинений. Тут зустрічаються горицвіт, котячі лапки, фіалка запашна, шавлія, лядвенець рогатий та інші. По схилу зростає шипшина, а по долині верба.